# Bordonia nigricosta
Bordonia nigricosta är en insektsart som beskrevs av Goding. Bordonia nigricosta ingår i släktet Bordonia och familjen hornstritar. Inga underarter finns listade i Catalogue of Life.